# Генрі Чельгрен
Генрі Чельгрен (швед. Henry Källgren, 13 березня 1931, Норрчепінг, Швеція — 21 січня 2005, Гельсінгборг, Швеція) — шведський футболіст, що грав на позиції нападника.
Виступав, зокрема, за клуб «Норрчепінг», а також національну збірну Швеції.
Чотириразовий чемпіон Швеції.

## Клубна кар'єра
У дорослому футболі дебютував 1951 року виступами за команду клубу «Норрчепінг», кольори якої і захищав протягом усієї своєї кар'єри гравця, що тривала десять років. 
Помер 21 січня 2005 року на 74-му році життя.

## Виступи за збірну
За збірну Швеції дебютував в 1953 році в матчі проти збірної Угорщини, в якому також відзначився забитим голом у ворота суперника.
Всього за збірну зіграв 8 матчів. Був включений до національної збірної Швеції на чемпіонату світу 1958 року, де збірна дійшла до фіналу, але поступилася збірній Бразилії (2:5). Чельгрен зіграв тільки в останньому матчі групової стадії проти Уельсу (0:0).

## Титули і досягнення
- Віце-чемпіон світу: 1958
- Чемпіон Швеції (4):

«Норрчепінг»: 1951-52, 1955-56, 1956-57, 1960
- Найкращий бомбардир чемпіонату Швеції: 1957-58